# Graauw
Graauw es una localidad del municipio de Hulst, en la provincia de Zelanda (Países Bajos). Está situada unos 22 km al suroeste de Bergen op Zoom.
Hasta el 1 de abril de 1970 pertenecía al municipio de Graauw en Langendam.
- Datos: Q2682639
- Multimedia: Graauw / Q2682639